# Grand Prix moto d'Ulster 1967
Le Grand Prix moto d'Ulster 1967 est la dixième manche du championnat du monde de vitesse moto 1967. La compétition s'est déroulée le 19 août 1967 sur le circuit de Dundrod dans le comté d'Antrim (Irlande). C'est la 39e édition du Grand Prix moto d'Ulster et la 19e édition comptant pour le championnat du monde.

## Résultats des 500 cm³
| Pos | Pilote           | Moto        | Temps/Écart       | Points |
| --- | ---------------- | ----------- | ----------------- | ------ |
| 1   | Mike Hailwood    | Honda       | 1 h 04 min 43 s 4 | 8      |
| 2   | John Hartle      | Matchless   | +2 min 24 s 4     | 6      |
| 3   | Jack Findlay     | Matchless   | +3 min 11 s 2     | 4      |
| 4   | John Blanchard   | Seeley (en) | +3 min 28 s 4     | 3      |
| 5   | Steve Spencer    | Norton      | +3 min 34 s 0     | 2      |
| 6   | John Cooper      | Norton      | +3 min 57 s 4     | 1      |
| 7   | Gyula Marsovszky | Matchless   | + ?               |        |
| 8   | Rodney Gould     | Norton      | + ?               |        |
| 9   | Dave Degens      | Matchless   | + ?               |        |
| 10  | William McCosh   | Matchless   | + ?               |        |
| 11  | Denis Gallagher  | Matchless   | + ?               |        |
| 12  | Derek Lee        | Matchless   | + ?               |        |
| 13  | Cecil Crawford   | Norton      | + ?               |        |
| 14  | Kel Carruthers   | Metisse     | + ?               |        |
| 15  | Bo Granath       | Matchless   | + ?               |        |
| 16  | Robert Steele    | Matchless   | + ?               |        |
| 17  | Ron Wilson       | Norton      | + ?               |        |
| 18  | Ernst Weiss      | Matchless   | + ?               |        |
| 19  | Ken Kay          | Matchless   | + ?               |        |
| 20  | Giacomo Agostini | MV Agusta   | + ?               |        |
| 21  | ...              | ...         | + ?               |        |

## Résultats des 350 cm³
| Pos | Pilote            | Moto      | Temps             | Points |
| --- | ----------------- | --------- | ----------------- | ------ |
| 1   | Giacomo Agostini  | MV Agusta | 1 h 04 min 27 s 4 | 8      |
| 2   | Ralph Bryans      | Honda     | + ?               | 6      |
| 3   | Heinz Rosner      | MZ        | + ?               | 4      |
| 4   | Kelvin Carruthers | Metisse   | + ?               | 3      |
| 5   | Brian Steenson    | Aermacchi | + ?               | 2      |
| 6   | Ian McGregor      | Honda     | + ?               | 1      |
| 7   | ...               | ...       | + ?               |        |

## Résultats des 250 cm³
| Pos | Pilote           | Moto      | Temps             | Points |
| --- | ---------------- | --------- | ----------------- | ------ |
| 1   | Mike Hailwood    | Honda     | 1 h 03 min 30 s 2 | 8      |
| 2   | Ralph Bryans     | Honda     | + 35 s 8          | 6      |
| 3   | Bill Ivy         | Yamaha    | + 1 min 01 s 4    | 4      |
| 4   | Derek Woodman    | MZ        | + 1 tour          | 3      |
| 5   | Brian Steenson   | Aermacchi | + 1 tour          | 2      |
| 6   | Gyula Marsovszky | Bultaco   | + 1 tour          | 1      |
| 7   | ...              | ...       | + ?               |        |

## Résultats des 125 cm³
| Pos | Pilote         | Moto    | Temps         | Points |
| --- | -------------- | ------- | ------------- | ------ |
| 1   | Bill Ivy       | Yamaha  | 51 min 30 s 2 | 8      |
| 2   | Phil Read      | Yamaha  | + ?           | 6      |
| 3   | Stuart Graham  | Suzuki  | + ?           | 4      |
| 4   | Kel Carruthers | Honda   | + ?           | 3      |
| 5   | Kevin Cass     | Bultaco | + ?           | 2      |
| 6   | Ginger Molloy  | Bultaco | + ?           | 1      |
| 7   | ...            | ...     | + ?           |        |